# Delia Reinhardt (Sängerin)

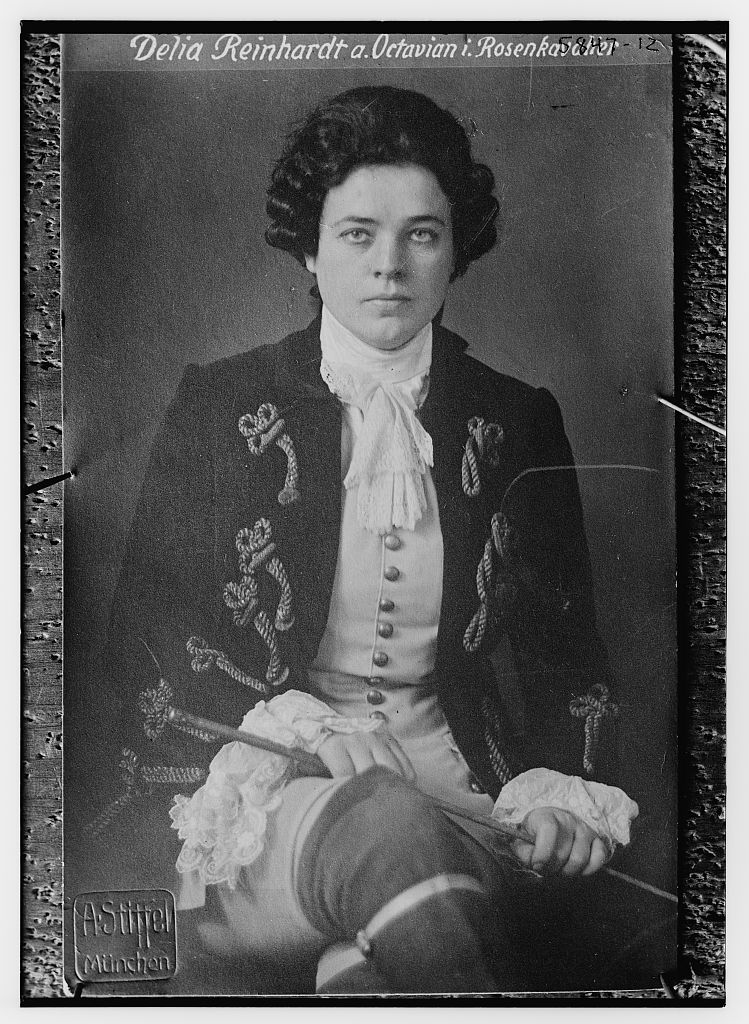
Reinhardt als Octavian, Der Rosenkavalier

Delia Reinhardt (* 27. April 1892 in Elberfeld als Auguste Adele Reinhardt; † 6. Oktober 1974 in Arlesheim bei Basel) war eine deutsche Opernsängerin (Sopran) und Malerin.

## Leben
Reinhardt war Schülerin von Ludwig Strakosch in Mannheim und von Hedwig Schacko am Hoch’schen Konservatorium in Frankfurt am Main.
Sie debütierte im September 1913 am Stadttheater Breslau als „Friedensbote“ in Rienzi und blieb dort bis 1916. Von 1916 bis 1922/1923 war sie – auf Einladung von Bruno Walter – an der Hofoper (ab 1918: Staatsoper) München. Dort sang sie 1920 die Kaiserin in der Münchner Erstaufführung der Frau ohne Schatten. 1923 und 1924 war sie an der Metropolitan Opera in New York engagiert. Dort debütierte sie als „Sieglinde“ in der Walküre und trat in insgesamt zehn großen Partien auf, u. a. als „Elisabeth“ im Tannhäuser, als „Agathe“ im Freischütz, als „Butterfly“, als „Fiordiligi“ in Così fan tutte und als „Sitâ“ in Le roi de Lahore von Jules Massenet.
Nach Europa zurückgekehrt, gehörte sie von Herbst 1924 bis Mitte 1939 zum Ensemble der Berliner Staatsoper. 1929 war sie in der Eröffnungsvorstellung der nach einer Renovierung wiedereröffneten Staatsoper die „Pamina“ in der Zauberflöte in Anwesenheit des Reichspräsidenten Paul von Hindenburg.
Gastspiele führten sie an die Londoner Covent Garden Oper (1924–1929), an die Opernhäuser von Kopenhagen, Budapest, Amsterdam und Brüssel, an italienische und spanische Theater und an die Städtische Oper Berlin. 1931 hatte sie ein Gastspiel am Teatro Colón Buenos Aires in Wagner-Rollen.
1940 und 1941 trat Reinhardt in Deutschland, Italien und im besetzten Nordfrankreich im Rahmen der Truppenbetreuung auf. In Berlin gab sie noch bis Anfang 1943 regelmäßig Liederabende, zumeist von Michael Raucheisen begleitet. Im November 1943 wurde ihre Wohnung in Berlin-Charlottenburg bombardiert und vollständig zerstört. Mit Hilfe von Raucheisen konnte sie nach Garmisch-Partenkirchen fliehen, wo Freunde wie Richard Strauss sie unterstützten. Nach dem Krieg verließ sie Deutschland und siedelte zunächst in die Schweiz über. Hier leitete sie im August 1948 während der Luzerner Festwochen Meisterkurse für Gesangsschüler.
Bruno Walter lud sie 1948 ein, ihren Wohnsitz nach Santa Monica, Kalifornien, zu verlegen. Nach dem Tod Walters 1962 ging sie nach Dornach in der Schweiz und widmete sich ganz der Anthroposophie.  Nachdem sie ihre Karriere als Sängerin beendet hatte, betätigte sie sich als Kunstmalerin.
Reinhardt war in erster Ehe mit dem Bariton Gustav Schützendorf (1883–1937) und ab 1928 in zweiter Ehe einige Jahre lang mit dem aus Ungarn stammenden Dirigenten Georges Sébastian (1903–1989) verheiratet.

## Schallplatten

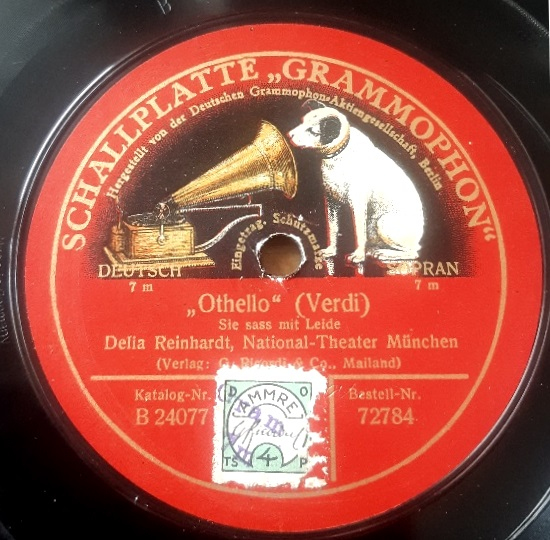
Schallplatte von Delia Reinhardt (Berlin 1922)

Sie hinterließ relativ wenige Schallplatten auf Grammophon (Berlin 1922, 1928 (Dirigent: Georges Sébastian) und 1929). 13 der 18 Titel wurden auf LP wiederveröffentlicht (Preiser Records/Lebendige Vergangenheit LV 142, Wien 1979).